# جفرسون (بازیکن فوتبال، زاده ۱۹۸۳)
جفرسون د اولیویرا گالوائو (پرتغالی: Jefferson de Oliveira Galvão؛ زادهٔ ۲ ژانویهٔ ۱۹۸۳) که به صورت ساده با نام جفرسون شناخته می‌شود، بازیکن فوتبال پیشین اهل برزیل است.
از باشگاه‌هایی که در آن بازی کرده‌است می‌توان به کروزیرو، بوتافوگو، ترابزون‌اسپور و کونیااسپور اشاره کرد.
او بین سال‌های ۲۰۱۱ تا ۲۰۱۵ توانسته ۲۲ بازی برای تیم ملی فوتبال برزیل انجام دهد.

## افتخارات

### باشگاهی
بوتافوگو
- مسابقه قهرمانی سری بی برزیل: ۲۰۱۵

### ملی
برزیل
- جام کنفدراسیون‌ها: ۲۰۱۳

زیر ۲۰ سال برزیل
- جام جهانی فوتبال زیر ۲۰ سال: ۲۰۰۳

## زندگی شخصی
جفرسون یک مسیحی مذهبی است. در دسامبر ۲۰۱۷، او هنگام راندن خودرویش در راه تمرین در ریو دو ژانیرو، مورد حمله افراد مسلحی قرار گرفت که برای دزدیدن خودرو به وی حمله کردند. او در این حادثه صدمه ندید و رنج‌روور سیاه رنگش توسط پلیس در همان روز باز پس گرفته شد.